# پرچم افغانستان
پرچم ملی امارت اسلامی افغانستان (به پشتو: د افغانستان بیرغ؛ به دری: پرچم افغانستان)، که در ۱۵ اوت ۲۰۲۱ پس از پیروزی طالبان در جنگ (۲۰۲۱–۲۰۰۱) به تصویب رسید، دارای یک میدان سفید است که بر روی آن یک شهادتین سیاه نوشته شده است. از سده بیستم، افغانستان چندین بار پرچم ملی خود را تغییر داده است. پرچم ملی بیشتر اوقات در طول دوره دارای رنگ‌های سیاه، قرمز و سبز بود.
در مقابل، پرچم سه رنگ جمهوری اسلامی افغانستان که در سطح بین‌المللی به رسمیت شناخته می‌شد، هنوز در سطح بین‌المللی و توسط گروه‌های مقاومت داخلی مورد استفاده قرار می‌گیرد، از سه نوار عمودی به رنگ‌های سیاه، قرمز و سبز تشکیل شده است که نشان ملی در مرکز آن به رنگ سفید است. این نشان با گرده‌های گندم احاطه شده است و عناصر متعددی را در بر می‌گیرد: شهادتین، تکبیر، پرتوهای خورشید، مسجدی با محراب و منبر، دو پرچم مینیاتوری افغانستان، سال ۱۲۹۸ در گاه‌شماری هجری خورشیدی (مطابق با ۱۹۱۹ میلادی). تقویم میلادی) و نام ملیت. نسخه‌ای از این پرچم سه رنگ که توسط شاه امان‌الله خان در ژوئیه ۱۹۲۸ معرفی شد، به‌طور مشابه دارای سه نوار عمودی و یک نشان در داخل قفسه‌های گندم بود.
در جریان تظاهرات روز استقلال افغانستان در جلال‌آباد و دیگر شهرها در ۱۸ و ۱۹ اوت ۲۰۲۱، دولت طالبان سه نفر را به دلیل برداشتن پرچم‌های طالبان و نمایش پرچم‌های سه رنگ افغانستان کشت و بیش از ده‌ها نفر دیگر را زخمی کرد. طالبان با صدور فرمانی استفاده از پرچم امارت اسلامی را در تمام مکان‌های رسمی الزامی کرده است.

## نمادگرایی فعلی
پرچم کنونی امارت اسلامی افغانستان یک پرچم سفید ساده است که در وسط آن عبارت سیاه شهادتین وجود دارد. رنگ سفید مخفف «حکومت و پاکی دین (جنبش اسلامی طالبان)» است. این پرچم پس از سال ۱۹۹۷ شامل شهادت، اعلامیه دین اسلامی بود.
پرچم ملی کنونی با پرچم‌های دیگر گروه‌های جهادی، از جمله پرچم‌های القاعده و داعش، تفاوت دارد، زیرا رنگ اصلی آن سفید است و شهادتین در سیاه، وارونه‌ای از طرح رنگ‌آمیزی اکثر گروه‌های جهادی است. بنرها این پرچم کنونی افغانستان احتمالاً از خلافت تاریخی امویان الهام گرفته شده است، که آغاز تسخیر مسلمانان شبه قاره هند، غزوه هند بود: اسلام با حمله امویان به افغانستان وارد شد، که در سال‌های ۶۶۳–۶۶۵ پس از میلاد آغاز شد، به عنوان مقدمه‌ای برای فتح فرارود توسط مسلمانان از سال ۶۷۳ تا ۷۵۱ پس از میلاد.

## پرچم سه‌رنگ جمهوری اسلامی افغانستان
پرچم ملی جمهوری اسلامی افغانستان که در قانون اساسی ۲۰۰۴ تعیین شده است از یک سه رنگ عمودی تشکیل شده است که نشان ملی کلاسیک در مرکز آن قرار دارد. آخرین نسخه در ۱۹ اوت ۲۰۱۳ به تصویب رسید، اما بسیاری از طرح‌های سه رنگ مشابه در بیشتر سده بیستم، از سال ۱۹۲۸، استفاده می‌شد. نمایندگی‌های دیپلماتیک افغانستان، علیرغم سرنگونی جمهوری اسلامی در سال ۲۰۲۱. همچنین مورد استفاده مهاجران افغان و شورشیان جمهوری‌خواه است و نماد مقاومت در داخل کشور به‌شمار می‌رود.

## تاریخچه پرچم سه‌رنگی افغانستان
رنگ سیاه نشان‌دهندهٔ مشکلات تاریخی سدهٔ نوزدهم میلادی به عنوان یک دولت تحت‌الحمایه بریتانیا است، رنگ سرخ نشان‌دهندهٔ خون کسانی است که برای استقلال مبارزه کردند (به‌طور خاص پیمان صلح افغانستان و انگلستان در ۱۹۱۹) و رنگ سبز نشان‌دهندهٔ امید و رفاه برای آینده است. برخی به‌طور متناوب رنگ سیاه را برای نشان دادن تاریخ، سرخ را برای نشان دادن پیشرفت و سبز را برای نشان دادن رفاه کشاورزی یا اسلام تفسیر کرده‌اند.
این سه رنگ ظاهراً توسط پادشاه افغانستان امان‌الله شاه هنگام بازدید از اروپا با همسرش در ۱۹۲۸ الهام گرفته شده بود. سه رنگ افقی اصلی بر اساس پرچم آلمان طراحی شده است.
تقریباً تمام پرچم‌های سه رنگ افغانستان از سال ۱۹۲۸ تا به حال نشان افغانستان را در مرکز داشتند و تقریباً تمام آنها یک مسجد را نشان می‌دادند، که برای اولین بار در ۱۹۰۱ ظاهر شد؛ گندم برای اولین بار در ۱۹۲۸ ظاهر شد.
آخرین پرچم سه رنگ، شکل خود را در ۲۰۰۲ با تغییراتی در ۲۰۰۴ و ۲۰۱۳ حفظ کرد. برخی گونه‌های دیگر حاوی نمادهایی با رنگ متفاوت هستند.
پس از سقوط کابل و بازسازی امارت اسلامی افغانستان در ۲۰۲۱، تظاهراتی در جلال‌آباد صورت گرفت که در آن معترضانی دیده می‌شد که برای اعتراض به تغییر پرچم افغانستان از سوی دولت طالبان، پرچم سه‌رنگی جمهوری اسلامی افغانستان را به اهتزاز درآوردند.
تقریب‌های ویدئویی این رنگ‌ها (معتبر برای پرچم‌های ۱۹۲۸–۱۹۷۸ و ۱۹۸۰–۲۰۲۱) به شرح زیر هستند:
|      | سیاه      | سرخ        | سرخ          | سبز         | سبز          | سفید        |
| ---- | --------- | ---------- | ------------ | ----------- | ------------ | ----------- |
| RGB  | 0/0/0     | 211/32/17  | 190/0/0      | 0/122/54    | 0/153/0      | 255/255/255 |
| Hex  | #000000   | #d32011    | #be0000      | #007a36     | #009900      | #FFFFFF     |
| CMYK | 0/0/0/100 | 0/85/92/17 | 0/100/100/25 | 100/0/56/52 | 100/0/100/40 | 0/0/0/0     |

## سایر پرچم‌ها

نشان سلطنتی افغانستان (۱۹۳۱-۱۹۷۳)
نشان رئیس‌جمهور افغانستان (۲۰۰۴–۲۰۱۳)
نشان رئیس جمهور افغانستان (۲۰۱۳-۲۰۲۱)
پرچم ارتش افغانستان (۱۹۷۸-۱۹۸۰)
پرچم قوای هوائی افغانستان (۲۰۱۰–۲۰۲۱)
پرچم پولیس ملی افغانستان (۲۰۰۱–۲۰۲۱)

## پرچم‌های تاریخی افغانستان
افغانستان در گذشته از پرچم‌های دیگری نیز استفاده کرده است. در زیر پرچم‌های به‌کاررفته برای افغانستان از حدود سال ۱۸۸۰ میلادی تا کنون آورده شده است:
| سال‌های استفاده | پرچم | تناسب اندازه | حکومت                      | توضیح |
| ۱۸۸۰-۱۹۰۱      |      | نامعلوم      | امارت افغانستان            | پرچم حکومت عبدالرحمن‌خان. |
| ۱۹۰۱-۱۹۱۹      |      | ۳:۵          | امارت افغانستان            | پرچم حبیب‌الله خان؛ او نشانی را که شکل آغازین نشان ملی کنونی افغانستان است را بر پرچم پدر افزود. |
| ۱۹۱۹-۱۹۲۸      |      | ۲:۳          | امارت/پادشاهی افغانستان    | پرچم امان‌الله خان؛ او به نشان پرچم پرتوهایی هشت‌ضلعی را افزود که پیشتر نزد عثمانییان رواج داشت. افغانستان در ۱۹۲۶ به پادشاهی تبدیل‌شد. |
| ۱۹۲۸           |      | نامعلوم      | پادشاهی افغانستان          | پرچم دوم امان‌الله خان؛ او پرتو گرداگرد نشان را برداشت و نشان را بزرگ‌تر نمود. |
| ۱۹۲۸-۱۹۲۹      |      | ۲:۳          | پادشاهی افغانستان          | سومین پرچم امان‌الله خان؛ پرچم با سه رنگ عمودی و نشانی که خورشیدی را برآمده از میان دو چکاد برف‌گرفته نشان می‌دهد، به معنای آغاز پادشاهی افغانستان است. |
| ۱۹۲۹           |      | نامعلوم      | پادشاهی افغانستان          | پرچم سه‌رنگ سفید، سیاه و سرخ حبیب‌الله کلکانی، این پرچم در سدهٔ سیزدهم میلادی زمانی که مغولها منطقه‌ای را که افغانستان کنونی را می‌سازد در اشغال داشتند استفاده می‌شد.                                                                                           |
| ۱۹۲۹-۱۹۳۰      |      | ۲:۳          | پادشاهی افغانستان          | نخستین پرچم محمد نادر شاه، دوباره از همان پرچم پیشین سه‌رنگ سیاه، سرخ و سبز استفاده شد و نشان پیشین با پرتوهای هشت‌ضلعی هم به پرچم بازگشت. |
| ۱۹۳۰-۱۹۷۳      |      | ۲:۳          | پادشاهی افغانستان          | دومین پرچم محمد نادرشاه؛ این پرچم را محمد ظاهر شاه نیز استفاده کرد. پرتوهای دور نشان برداشته و نشان بزرگ‌تر شد. رقم ۱۳۴۸ سال قمری به پادشاهی رسیدن محمد نادر شاه را نشان می‌داد.                                                                             |
| ۱۹۷۳-۱۹۷۴      |      | ۲:۳          | جمهوری افغانستان           | نخستین پرچم جمهوری افغانستان همان پرچم پیشین بود، جز آنکه رقم ۱۳۴۸ را از روی آن برداشتند. |
| ۱۹۷۴-۱۹۷۸      |      | ۲:۳          | جمهوری افغانستان           | همان پرچم پیشین بود، با این تفاوت که تعابیر از رنگ‌ها تغییر کرد، سیاه گذشتهٔ تاریک، سرخ خونی که در راه استقلال ریخته شده و سبز پیشرفت کشاورزی قلمداد شد. |
| ۱۹۷۸           |      | ۲:۳          | جمهوری دموکراتیک افغانستان | پرچم دولت کمونیست افغانستان، رنگ‌ها نگه داشته شد ولی نشان را برداشتند. |
| ۱۹۷۸-۱۹۸۰      |      | ۱:۲          | جمهوری دموکراتیک افغانستان | پرچم با زمینهٔ سرخ (آنگونه که نزد دولت‌های کمونیست معمول بوده است) با نشانی زردرنگ در گوشه، در بالای نشان ستاره‌ای پنج‌پر به نشان پنج گروه قومی افغانستان قرارداشت و در میان نشان واژهٔ خلق نوشته شده‌بود. این پرچم همچنین پرچم حزب دموکراتیک خلق افغانستان بود. |
| ۱۹۸۰-۱۹۸۷      |      | ۱:۲          | جمهوری دموکراتیک افغانستان | با روی کار آمدن ببرک کارمل پرچم سه رنگی جایگزین پرچم پیشین شد و نشانی برای آن طراحی گردید، شامل یک خورشید، منبر، قرآن، چرخ‌دنده و ستاره‌ای سرخ به نشان کمونیسم بود.                                                                                          |
| ۱۹۸۷-۱۹۹۲      |      | ۱:۲          | جمهوری افغانستان           | همان پرچم پیشین با تفاوت‌هایی در نشان، چرخ‌دنده به پایین رانده شد و ستارهٔ سرخ و قرآن حذف شد. |
| ۱۹۹۲           |      | ۱:۲          | جمهوری افغانستان           | عبارات الله اکبر و شهادتین به پرچم افزوده‌شد. |
| ۱۹۹۲-۱۹۹۶      |      | ۱:۲          | دولت اسلامی افغانستان      | پرچم سه‌رنگ، به جای شهادتین یک نشان به پرچم افزوده شد. |
| ۱۹۹۶-۱۹۹۷      |      | نامعلوم      | امارت اسلامی افغانستان     | پرچم سفید یک‌دست طالبان. |
| ۱۹۹۷-۲۰۰۱      |      | ۲:۳          | امارت اسلامی افغانستان     | بر روی پرچم سفید شهادتین نوشته شد. |
| ۲۰۰۱           |      | نامعلوم      | جنگ                        | چندی از سوی حزب‌های گوناگون مورد استفاده قرار می‌گرفت. |
| ۲۰۰۲-۲۰۱۳      |      | ۱:۲          | جمهوری اسلامی افغانستان    | این پرچم در دو نسخه موجود است، یکی با نشان سفید و دیگری با نشان زرد. |
| ۲۰۲۱-۲۰۱۳      |      | ۲:۳          | جمهوری اسلامی افغانستان    | نشان کمی بزرگتر شده و درون رنگ‌های سبز و سرخ درج شده است. |
| تاکنون-۲۰۲۱    |      | ۲:۳          | امارت اسلامی               | بر روی پرچم سفید شهادتین نوشته شد. |